# Rio São Pedro (vattendrag i Brasilien, São Paulo, lat -20,03, long -47,62)
Rio São Pedro är ett vattendrag i Brasilien.   Det ligger i delstaten São Paulo, i den sydöstra delen av landet, 500 km söder om huvudstaden Brasília.
Omgivningarna runt Rio São Pedro är en mosaik av jordbruksmark och naturlig växtlighet. Runt Rio São Pedro är det ganska tätbefolkat, med 67 invånare per kvadratkilometer.